# Quintanilla de Onsoña
Quintanilla de Onsoña è un comune spagnolo di 208 abitanti situato nella comunità autonoma di Castiglia e León, comarca di Vega-Valdavia.